# Нугис, Юло Иоханнесович
Юло Иоханнесович Нугис (эст. Ülo Nugis, 28 апреля 1944, Таллин — 18 ноября 2011, Таллин) — советский хозяйственный работник, эстонский политик. Народный депутат СССР от Таллинского—Ленинского национально-территориального избирательного округа № 449 Эстонской ССР. Депутат и спикер Верховного Совета Эстонской Республики[прояснить], спикер VII созыва Рийгикогу, депутат VIII и IX созывов.

## Биография
Учился в Таллинском строительно-механическом техникуме (1958—1962), Таллинском политехническом институте (1962—1965), Белорусском государственном политехническом институте (1965—1967), получил диплом инженера-механика.
Преподавал в Таллинском строительно-механическом техникуме (1967—1968), затем работал на различных должностях на заводах Pioneer и Tegur. В 1974 году Нугис стал директором завода строительных материалов «Эхитусдетайль» («Ehitusdetail»), а в 1980 году директором лыжной фабрики «Динамо» («Dünamo»). В 1986 году возглавил завод «Эстопласт» («Estoplast»). При его руководстве в 1988 году контроль над заводом из центральных органов Советского Союза был передан под контроль местной власти. Вместе с другими активистами эстонской промышленности Нугис организовал Союз рабочих коллективов (эст. Eesti Töökollektiivide Liit) и стал его руководителем.
Член КПСС с 1973 по 1990 год, своё членство объяснял необходимостью, а не верой в коммунистические идеалы. В 1990 году Нугис был избран в Верховный совет Эстонии, стал спикером. В том же году он покинул Коммунистическую партию и основал Республиканскую коалиционную партию.
20 августа 1991 года он председательствовал на исторической сессии Верховного Совета, на которой состоялось голосование за восстановление национальной независимости Эстонии. В октябре Нугис стал первым эстонским политиком, который публично заявил, что страна должна попытаться вступить в НАТО как можно скорее, даже несмотря на то, что советские войска всё ещё находились в Эстонии.
В 1991 году прошёл стажировку в Делавэрском университете.
В 1992 году он стал спикером новоизбранного Рийгикогу. Состоял в нескольких политических партиях, в том числе в Национальной коалиционной партии «Патрия», Народной партии республиканцев и консерваторов и Коалиционной партии Эстонии. После отделения от последней он создал партию «Новая Эстония», которую возглавлял с 2001 по 2003 годы, прежде чем объединить её с Народным союзом Эстонии в 2003 году. В том же году Нугис ушёл из политики.
Нугис был членом «Клуба 20 августа», состоявшего из бывших членов Верховного Совета, проголосовавших за восстановление независимости Эстонии.
Вошёл в составленный в 1999 году по результатам письменного и онлайн-голосования список 100 великих деятелей Эстонии XX века.
Похоронен на кладбище Метсакальмисту.

## Награды
- Медаль Балтийской ассамблеи (2006)[5].